# Camera dei rappresentanti del Michigan
La Camera dei rappresentanti del Michigan è la camera bassa della Legislatura del Michigan. Essa si riunisce, insieme al Senato, nel Campidoglio dello Stato del Michigan. 
È composta da 110 membri, ognuno dei quali eletti per un mandato biennale. I rappresentanti possono servire più di dodici anni nella camera né, complessivamente, più di dodici anni nelle due camere della legislatura.

## Speakers
Lo Speaker della Camera è il presidente di questa: ne dirige i lavori, controlla l'assegnazione delle Commissioni, preserva l'ordine e il decoro, concede la parola ai deputati e pone le domande. È nominato dal caucus del partito di maggioranza ed eletto dall'Assemblea al completo. 
Nel suo lavoro è affiancato da uno Speaker pro tempore e da due vice che presiedono l'assemblea in loro assenza. I Leader sono eletti dai caucus dei partiti rispettivi.